# 栃木県の図書館一覧
栃木県の図書館一覧（とちぎけんのとしょかんいちらん）とは、栃木県にある図書館・図書室を市部・郡部別にまとめたものである（学校図書館を除く）。

## 市部

### 宇都宮市
- 栃木県立図書館
- 宇都宮市立図書館
  - 宇都宮市立中央図書館
  - 宇都宮市立東図書館
  - 宇都宮市立南図書館
  - 宇都宮市立上河内図書館
  - 宇都宮市立河内図書館
- 宇都宮大学附属図書館
  - 宇都宮大学附属図書館工学部分館
- 宇都宮共和大学図書館
- 宇都宮短期大学図書館
- 作新学院大学・作新学院大学女子短期大学部図書館
- 帝京大学宇都宮キャンパス図書館
- 文星芸術大学・宇都宮文星短期大学図書館

### 足利市
- 足利市立図書館
- 足利大学附属図書館
- 足利短期大学附属図書館

### 栃木市
- 栃木市図書館
  - 栃木市栃木図書館
  - 栃木市大平図書館
  - 栃木市藤岡図書館
  - 栃木市都賀図書館
  - 栃木市図書館西方館
  - 栃木市図書館岩舟館
- 國學院大學栃木学園図書館

### 佐野市
- 佐野市立図書館
  - 佐野市立田沼図書館
  - 佐野市立葛生図書館
- 佐野短期大学図書館

### 鹿沼市
- 鹿沼市立図書館
  - 鹿沼市立図書館東分館（ほんのす）
  - 鹿沼市立図書館粟野館

### 日光市
- 日光市立図書館
  - 日光市立今市図書館
  - 日光市立日光図書館
  - 日光市立藤原図書館

### 小山市
- 小山市立図書館
  - 小山市立中央図書館
    - 小山市立中央図書館小山分館
    - 小山市立中央図書館間々田分館
- 白鷗大学総合図書館
  - 白鷗大学総合図書館分館
- 小山工業高等専門学校図書情報センター

### 真岡市
- 真岡市立図書館
- 真岡市立二宮図書館

### 大田原市
- 大田原市立図書館
  - 大田原市立大田原図書館
  - 大田原市立黒羽図書館
  - 大田原市立湯津上庁舎図書室
- 国際医療福祉大学図書館

### 矢板市
- 矢板市立図書館

### 那須塩原市
- 那須塩原市の図書館
  - 那須塩原市図書館
  - 那須塩原市西那須野図書館
  - 那須塩原市塩原図書館
- 宇都宮共和大学図書館

### さくら市
- さくら市図書館
  - さくら市氏家図書館
  - さくら市喜連川図書館

### 那須烏山市
- 那須烏山市立図書館
  - 那須烏山市立南那須図書館
  - 那須烏山市立烏山図書館

### 下野市
- 下野市立図書館
  - 下野市立南河内図書館
  - 下野市立石橋図書館
  - 下野市立国分寺図書館
- 自治医科大学図書館

## 郡部

### 河内郡
上三川町
- 上三川町立図書館

### 芳賀郡
茂木町
- ふみの森もてぎ図書館

市貝町
- 市貝町立図書館

芳賀町
- 芳賀町総合情報館（芳賀町図書館）

### 下都賀郡
壬生町
- 壬生町立図書館

野木町
- 野木町立図書館

### 塩谷郡
塩谷町
- 塩谷町図書館

高根沢町
- 高根沢町図書館
  - 高根沢町図書館仁井田分館
  - 高根沢町図書館上高根沢分館

### 那須郡
那須町
- 那須町立図書館

那珂川町
- 那珂川町図書館
  - 那珂川町馬頭図書館
  - 那珂川町小川図書館